# Coursera
Coursera er et internet uddannelsesfirma grundlagt af professorerne Andrew Ng og Daphne Koller fra Stanford University i Californien. Coursera udbyder gratis online kurser på universitetsniveau via internettet, i et samarbejde med adskillige universiteter verden over, heriblandt Københavns Universitet og DTU.
Coursera er verdens største udbyder af såkaldte Massive Open Online Courses (MOOCs), og dets platform havde i december 2015 omkring 17 mio. registrerede brugere. 
Udover kurser på engelsk udbyder Coursera i øjeblikket kurser på; spansk, fransk, kinesisk og italiensk.
Coursera holder til i byen Mountain View, ikke langt fra Stanford University i Silicon Valley, Californien.

## Kurser
Websitet udbyder gratis online kurser, typisk på 6-10 ugers varighed, indenfor hovedkategorierne:
| Kunst                    | Ingeniør & teknik     | Matematik               |
| Biologi og Life Sciences | Fødevarer og ernæring | Medicin                 |
| Business & Management    | Sundhed og samfund    | Musik, Film & lyd       |
| Datalogi                 | Humaniora             | Fysik og Geovidenskab   |
| Økonomi og Finans        | It, Tech & Design     | Samfundsvidenskab       |
| Uddannelse               | Jura                  | Statistik og datanalyse |

Hvert kursus indeholder korte videolektioner om forskellige emner og prøver der skal indsendes, typisk på ugentlig basis. I de fleste humaniora og samfundsvidenskabelige kurser, hvor det kan være svært at lave en objektiv standard, vil der i stedet for prøver blive benyttet et peer review system. Mere end 100 kurser blev udbudt i efteråret 2012.
- DTU's første kursus starter i slutningen af juni 2013 under titlen Computational Molecular Evolution[2]
- KU's første kurser i 2013 bliver: Forfatningskampe i den muslimske verden, Kierkegaards filosofi, Globale sundhedsudfordringer og Ny Nordisk Hverdagsmad.[3]

Coursera tilbyder også uddannelser i samarbejde med universiteter. For eksempel er platformen en partner af HEC Paris for den executive mastergrad i innovation og entreprenørskab. 100 % online, dette program har til formål at uddanne seniorledere specialiseret i disse to områder i løbet af 18 måneder. Den blev indviet i marts 2017.

## Partnere
I 2012 startede man samarbejde med Stanford University, University of Michigan, Princeton University, and University of Pennsylvania. Tolv nye partnere blev tilføjet i juli, og yderligere 17 i september. Den 21. februar 2013 annoncerede Coursera, at de havde indgået aftaler med 28 nye universiteter, heriblandt DTU og KU i Danmark. Af andre europæiske kan nævnes École Polytechnique, Frankrig og Universiteit Leiden, Nederlandene.
| Alle 62 partner universiteter (pr. 21. feb. 2013):                     |
| ---------------------------------------------------------------------- |
| Berklee College of Music                                               |
| Brown University                                                       |
| California Institute of Technology                                     |
| California Institute of the Arts                                       |
| Case Western Reserve University                                        |
| Columbia University                                                    |
| Curtis Institute of Music                                              |
| Duke University                                                        |
| École Polytechnique                                                    |
| École Polytechnique Fédérale de Lausanne                               |
| Emory University                                                       |
| Georgia Institute of Technology                                        |
| Hebrew University of Jerusalem                                         |
| IE Business School                                                     |
| Icahn School of Medicine at Mount Sinai                                |
| Johns Hopkins University                                               |
| Ludwig-Maximilians-Universität München                                 |
| National Taiwan University                                             |
| National University of Singapore                                       |
| Northwestern University                                                |
| Ohio State University                                                  |
| Pennsylvania State University                                          |
| Princeton University                                                   |
| Rice University                                                        |
| Rutgers University                                                     |
| Sapienza University of Rome                                            |
| Stanford University                                                    |
| Technical University of Denmark (DTU)                                  |
| Technische Universität München (Technical University of Munich)        |
| Tecnológico de Monterrey                                               |
| The Chinese University of Hong Kong                                    |
| The Hong Kong University of Science and Technology                     |
| The University of British Columbia                                     |
| The University of North Carolina at Chapel Hill                        |
| The University of Tokyo                                                |
| Universidad Nacional Autónoma de México                                |
| Universitat Autònoma de Barcelona (Autonomous University of Barcelona) |
| Universiteit Leiden                                                    |
| University of California, Irvine                                       |
| University of California, San Diego                                    |
| University of California, San Francisco                                |
| University of California, Santa Cruz                                   |
| University of Colorado Boulder                                         |
| University of Copenhagen                                               |
| University of Edinburgh                                                |
| University of Florida                                                  |
| University of Geneva                                                   |
| University of Illinois at Urbana-Champaign                             |
| University of London International Programmes                          |
| University of Maryland, College Park                                   |
| University of Melbourne                                                |
| University of Michigan                                                 |
| University of Minnesota                                                |
| University of Pennsylvania                                             |
| University of Pittsburgh                                               |
| University of Rochester                                                |
| University of Toronto                                                  |
| University of Virginia                                                 |
| University of Washington                                               |
| University of Wisconsin–Madison                                        |
| Vanderbilt University                                                  |
| Wesleyan University                                                    |

## Forretningsmodellen
Kontrakten mellem Coursera og de universiteter der deltager, indeholder en "brainstorm" liste af muligheder for at generere indtægter. F.eks. diplomgebyrer, salg af informationer om de studerende (med disses samtykke) til mulige arbejdsgivere, vejlednings- og mentorordninger, sponsorater og studiebetalinger.

Pr. marts 2012 havde Coursera endnu ikke genereret nogle indtægter.
I juli samme år undersøgtes muligheden for at udstede diplomer og sælge informationer til arbejdsgivere. Indtil nu er firmaet blevet støttet med $16 mio. i risikovillig iværksætterkapital, tildelt i april 2012.
John Doerr, den ene af de to investorer, den anden er Scott Sandell, antydede at folk er villige til at betale for “værdifulde, førsteklasses ydelser”.
Enhver indtægtskilde vil blive delt, så skolerne modtager en lille del af indtægterne og 20 % af overskuddet.